# Клеменция Габсбургская
Клеменция Габсбургская или Клеменция фон Габсбург или Клеменция Австрийская (итал. Clemenza d'Asburgo, фр. Clémence de Habsbourg нем. Clémence von Habsburg; ок. 1262, Вена , Герцогство Австрия — февраль 1293 или конец августа 1295, Неаполь Неаполитанское королевство) — германская принцесса, титулярная королева Венгрии. Дочь короля Германии Рудольфа I из рода Габсбургов. Жена принца Салерно и титулярного короля Венгрии Карла Мартелла Анжуйского из Анжу-Сицилийского дома.

## Биография
Клеменция родилась около 1262 года в Вене. Она была дочерью германского короля Рудольфа I Габсбурга и Гертруды фон Гогенберг.
8 января 1281 года в Вене Клеменция вышла замуж за неаполитанского принца Карла Мартелла Анжуйского. Их брак был организован Рудольфом I и папой Григорием X ещё в октябре 1275 года и должен был закрепить союз Рудольфа I с королем Карлом I Анжуйским, дедом Карла Мартелла.
Относительно смерти Клеменции существуют различные версии. В «Австрийских анналах» записано, что она умерла от чумы вместе со своим мужем в августе 1295 года. Итальянский историк искусств Тино д'Амико (итал. Tino d’Amico) считает эти сведения ошибочными и поддерживает версию Камилло Миньери-Риччио, что Клеменция умерла при родах своей младшей дочери (получившей вследствие этого имя матери) в феврале 1293 года. Похоронена в соборе Святого Георгия, который теперь носит название Неаполитанского собора.

## Семья
Клеменция Габсбургская была замужем за Карлом Мартеллом Анжуйским. В браке родилось трое детей:
- Карл Роберт (1288—1342) — король Венгрии
- Беатриса (1290—1343) — супруга Жана II дофина Вьеннского
- Клеменция (1293—1328) — вторая супруга короля Франции Людовика X[5][6]